# Sobiesław Dypoldowic
Sobiesław Dypoldowic (ur. 1177–1182, zm. 10 listopada 1247–1255) – książę z dynastii Przemyślidów, syn Dypolda II.
Około 1202 roku został wraz z braćmi wypędzony z Czech przez Przemysła Ottokara I. Powrócił w 1204 roku. Po raz kolejny został wygnany w 1233 lub 1234 przez króla Wacława I. Udał się wówczas na dwór Henryka Brodatego. Zmarł na Śląsku jako bezdzietny kawaler.